# Adil Jelloul
Adil Jelloul (Azrú, 14 de julio de 1982) es un ciclista amateur marroquí. Ha conseguido resultados destacados en carreras profesionales del UCI Africa Tour tal fue así que se ha hecho con el UCI Africa Tour 2010-2011 y 2012-2013; además se ha hecho con el Campeonato de Marruecos en Ruta en cinco ocasiones lo que le permitió disputar la prueba en Ruta de los Juegos Olímpicos de Londres 2012. Tras muchos años como amateur, por fin consiguió ser profesional en 2014 de la mano del conjunto Sky Dive Dubai.

## Palmarés
2002 (como amateur)
- Campeonato de Marruecos en Ruta

2006 (como amateur)
- 2.º en el Campeonato de Marruecos en Ruta

2007 (como amateur)
- Campeonato de Marruecos en Ruta

2008 (como amateur)
- Campeonato de Marruecos en Ruta

2009 (como amateur)
- 1 etapa de la Vuelta a Marruecos
- Campeonato de Marruecos en Ruta
- Tour de Ruanda, más 1 etapa

2011 (como amateur)
- Les challenges Phosphatiers-Challenge Khouribga
- Campeonato de Marruecos en Ruta
- UCI Africa Tour

2012 (como amateur)
- 2.º en el UCI Africa Tour
- 2.º en el Campeonato de Marruecos Contrarreloj

2013 (como amateur)
- Les Challenges Marche Verte-G. P. Oued Eddahab
- Challenge du Prince-Trophée Princier
- 3.º en el Campeonato de Marruecos en Ruta
- UCI Africa Tour

2014
- Campeonato de Marruecos en Ruta

2016
- 1 etapa de la Tropicale Amissa Bongo
- Sharjah Tour